# Марченко, Владимир Васильевич (политик)
Владимир Васильевич Марченко (род. 20 апреля 1969, Торгун, Волгоградская область, РСФСР, СССР) — российский политический и государственный деятель. Глава Волгограда с 19 ноября 2021 года.

## Биография
Владимир Васильевич Марченко родился 20 апреля 1969 года в посёлке Торгун, Старополтавского района Волгоградской области. После возвращения из армии поступил в Волгоградский сельскохозяйственный институт на специальность «механизация сельского хозяйства». Получив диплом в 1993 году, пошёл работать по специальности в Старополтавское межотраслевое производственное объединение коммунального хозяйства, а позже, в 1999 году, возглавил его.
Политическая карьера:
С 2001 по 2009 год — заместитель главы администрации Старополтавского района Волгоградской области;
С 2009 по 2015 год — глава Старополтавского муниципального района Волгоградской области, глава администрации Старополтавского муниципального района Волгоградской области;
С 2015 по 2017 год — председатель комитета по делам территориальных образований Волгоградской области;
С 2017 по 2019 год — председатель комитета по делам территориальных образований, внутренней и информационной политики Волгоградской области;
С 2019 по 28 сентября 2021 года — заместитель Губернатора Волгоградской области;
С 28 сентября 2021 года — Глава Волгограда.

## Награды
- Медаль ордена «За заслуги перед Отечеством» II степени (1 февраля 2025 года) — за активное участие в подготовке и проведении общественно значимых мероприятий[3].

## Личная жизнь
У Владимира Марченко есть супруга Елена и трое сыновей: Виталий, Семён и Александр.